# My Telescopii
My Telescopii ( μ Telescopii, förkortat My Tel,  μ Tel) som är stjärnans Bayerbeteckning, är en ensam stjärna belägen i den mellersta delen av stjärnbilden Kikaren. Den har en skenbar magnitud på 6,30 och är nära gränsen för att vara synlig för blotta ögat där ljusföroreningar ej förekommer. Baserat på parallaxmätning inom Hipparcosuppdraget på ca 20,2 mas, beräknas den befinna sig på ett avstånd på ca 162 ljusår (ca 50 parsek) från solen.

## Egenskaper
My Telescopii är en gulvit stjärna i huvudserien av spektralklass F5 V och är kromosferiskt aktiv. Den har en massa som är ca 1,9 gånger större än solens massa, en radie som är ca 1,4 gånger större än solens och utsänder från dess fotosfär ca 3 gånger mera energi än solen vid en effektiv temperatur på ca 6 540 K.